# Blachownia Śląska (gmina)
Blachownia Śląska (1945–46 Blachownia, od 1973 Sławięcice) – dawna gmina wiejska istniejąca w latach 1945–1954 w woj. śląskim i woj. opolskim (dzisiejsze woj. opolskie). Siedzibą władz gminy była Blachownia Śląska (od 1973 dzielnica Kędzierzyna, a od 1975 Kędzierzyna-Koźla).
Gmina zbiorowa Blachownia powstała po II wojnie światowej (w grudniu 1945) w powiecie kozielskim na terenie tzw. Ziem Odzyskanych (tzw. I okręg administracyjny – Śląsk Opolski), powierzonym 18 marca 1945 administracji wojewody śląskiego, a z dniem 28 czerwca 1946 przyłączonym do woj. śląskiego (śląsko-dąbrowskiego).
Według stanu z 1 stycznia 1946 gmina składała się z 7 gromad: Blachownia, Cisowa, Lenartowice, Lichynia, Łąki, Miejsce nad Kłodnicą i Sławięcice oraz z części Lasów Państwowych (Nadleśnictwo Kędzierzyn). 6 lipca 1950 zmieniono nazwę woj. śląskiego na katowickie; równocześnie gmina Blachownia Śląska wraz z całym powiatem kozielskim weszła w skład nowo utworzonego woj. opolskiego.
Według stanu z 1 lipca 1952 gmina składała się z 7 gromad: Blachownia Śląska, Cisowa, Lenartowice, Lichynia, Łąki Kozielskie, Miejsce Kłodnickie i Sławięcice. Gmina została zniesiona 29 września 1954 wraz z reformą wprowadzającą gromady w miejsce gmin. Jednostki nie przywrócono 1 stycznia 1973 wraz z kolejną reformą reaktywującą gminy, utworzono natomiast jej terytorialny odpowiednik, gminę Sławięcice (oprócz obszarów – łącznie z Blachownią – które włączono do Kędzierzyna).